# 飾妝奈氏鱈
飾妝奈氏鱈，為輻鰭魚綱鱈形目鼠尾鱈科的其中一種，分布於澳洲海域，屬深海底棲性魚類，深度842-1243公尺，體長可達41公分，棲息在大陸坡底層水域，生活習性不明，可做為食用魚。